# Seattle SuperSonics 1992-1993
La stagione 1992-93 dei Seattle SuperSonics fu la 26ª nella NBA per la franchigia.
I Seattle SuperSonics arrivarono secondi nella Pacific Division della Western Conference con un record di 55-27. Nei play-off vinsero il primo turno con gli Utah Jazz (3-2), la semifinale di conference con gli Houston Rockets (4-3), perdendo poi la finale di conference con i Phoenix Suns (4-3).

## Roster
| N° | Naz.                   | Ruolo | Sportivo        | Anno | Alt. | Peso |
| -- | ---------------------- | ----- | --------------- | ---- | ---- | ---- |
| 00 | Stati Uniti (bandiera) | C     | Benoit Benjamin | 1964 | 213  | 113  |
| 3  | Stati Uniti (bandiera) | G     | Dana Barros     | 1967 | 180  | 74   |
| 8  | Stati Uniti (bandiera) | AC    | Eddie Johnson   | 1959 | 201  | 98   |
| 10 | Stati Uniti (bandiera) | GA    | Nate McMillan   | 1964 | 196  | 88   |
| 14 | Stati Uniti (bandiera) | AC    | Sam Perkins     | 1961 | 206  | 107  |
| 17 | Stati Uniti (bandiera) | GA    | Vincent Askew   | 1966 | 198  | 95   |
| 20 | Stati Uniti (bandiera) | G     | Gary Payton     | 1968 | 193  | 82   |
| 21 | Stati Uniti (bandiera) | GA    | Gerald Paddio   | 1965 | 201  | 93   |
| 22 | Stati Uniti (bandiera) | G     | Ricky Pierce    | 1959 | 193  | 93   |
| 25 | Stati Uniti (bandiera) | C     | Rich King       | 1969 | 218  | 118  |
| 31 | Stati Uniti (bandiera) | AC    | Derrick McKey   | 1966 | 206  | 93   |
| 40 | Stati Uniti (bandiera) | AC    | Shawn Kemp      | 1969 | 208  | 104  |
| 44 | Stati Uniti (bandiera) | AC    | Michael Cage    | 1962 | 206  | 102  |
| 55 | Stati Uniti (bandiera) | AC    | Steve Scheffler | 1967 | 206  | 113  |

## Staff tecnico
- Allenatore: George Karl
- Vice-allenatori: Bob Kloppenburg, Tim Grgurich
- Vice-allenatori/scout: Mark Warkentien, Terry Stotts
- Preparatore atletico: Frank Furtado
- Preparatore fisico: Bob Medina